# Sunndal
Sunndal es un municipio situado en la parte nordeste de la provincia de Møre og Romsdal, Noruega. Tiene una población de 7160 habitantes según el censo de 2016 y forma parte del distrito tradicional de Nordmøre. Su centro administrativo se encuentra en Sunndalsøra. Con 1712 km², es el municipio más grande de Møre og Romsdal.
La economía se basa en la industria, siendo Hydro Aluminium Sunndal el mayor empleador del municipio, los servicios públicos, la venta al por menor y la labranza.

## Información general
Sunndal fue establecido como un municipio el 1 de enero de 1838. Øksendal fue separado en 1854 pero fue fusionado de nuevo con Sunndal el 1 de enero de 1960. Ålvundeid (separado de Øksendal el 1 de enero de 1899) también se fusionó con Sunndal el 1 de enero de 1960.

### Etimología
La forma del nombre el nórdico antiguo era Sunndalr. El primer elemento es sunnr, que significa «sur» y el último elemento es dalr, que significa «valle». Antes de 1870, el nombre se escribía Sunddalen (o Sunndalen), durante el periodo 1870-1917, Sundalen, y a partir de 1918, Sunndal.

## Geografía

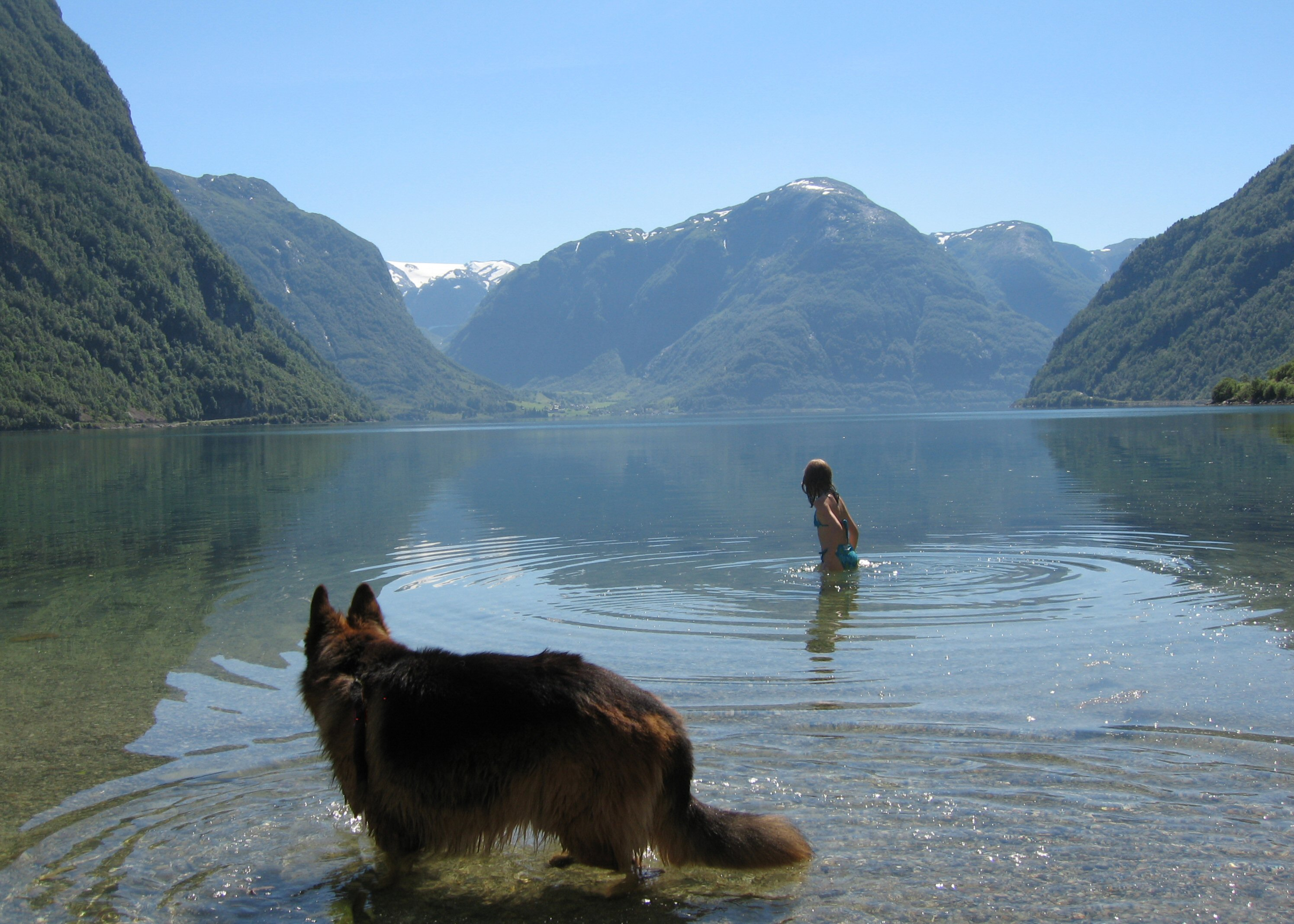
Un baño en el fiordo; vista hacia Sunndal

Está rodeado al oeste por los municipios de Nesset y Tingvoll, al norte por Surnadal, al este por Oppdal y Sør-Trøndelag y al sur por Lesja y Oppland.
En la parte meridional del municipio queda el Parque nacional Dovrefjell-Sunndalsfjella. En la parte septentrional están las áreas protegidas Trollheimen e Innerdalen.